# Microsoft Outlook
A Microsoft Office Outlook (korábban Microsoft Outlook) levelezőprogram a Microsofttól, amely személyes információk kezelésére is alkalmas. Része a Microsoft Office irodai alkalmazáscsomagnak.
Habár leginkább levelezőprogramként használják, naptárat, feladat- és névjegykezelést is biztosít.
Használható különálló alkalmazásként, de együtt tud működni a Microsoft Exchange Serverrel is. Így olyan további szolgáltatásokat nyújt a szervezeten belüli több felhasználónak, mint például a megosztott postafiókok és naptárak.
A Microsoft Windowsra készült változatok:
- Outlook 97;
- Outlook 98;
- Outlook 2000 (kódnevén Outlook 9);
- Outlook 2002 (kódnevén Outlook 10 vagy Outlook XP);
- Office Outlook 2003 (kódnevén Outlook 11).
- Office Outlook 2007
- Office Outlook 2010
- Office Outlook 2013
- Office Outlook 2016

A Microsoft több változatot kiadott az Apple Macintosh-ra is, viszont a levelezőfunkciók nagy része tiltva lett az Office 98 után. Az Office 98-at követően az Entourage váltotta le az Outlookot a Macintosh rendszereken, viszont 2001-ben a Microsoft kiadta az Outlook 2001 for Macet, hogy a klasszikus felhasználók elérhessék az Exchange kiszolgálókat.
A Microsoft céljainak egyike az, hogy az e-mail ügyfél könnyen kezelhető legyen. A beépített automatikus funkciók, valamint a biztonsági funkciók figyelmen kívül hagyása (melyek egy tapasztalatlan felhasználót megzavarhatnának), sok e-mail vírust vonzott magával, tipikusan a felhasználó számítógépén végrehajtott e-mail-mellékleteket.
A Microsoft megbízható számítástechnika kezdeményezésével néhány javító intézkedést tett az Outlook hiányosságaiban is, mely pótlások a legújabb változatban, az Office Outlook 2003-ban már megtalálhatóak.
Hibák az Outlook 2007-ben:
A hibák oka: az Outlook 2007-be a Microsoft Word szövegszerkesztő HTML megjelenítő motorját rakták bele. Az alábbi formázástípusok elvesznek az oldal e-mailként való küldésekor, ezért ennek elkerülése érdekében szükség lehet a HTML forráskód módosítására:
- Animált GIF-képek: Az animált GIF-képek elveszítik animált jellegüket, és statikus képekké válnak.

- Szöveg körüli margók: A szövegdobozokban beállított margók mérete nulla lesz.

- Betűköz és méretezés: Minden különleges karakterköz (Formátum menü Térköz és pozíció parancs) normál értékre tér vissza.

- Egyes betűtípus-effektusok: A Körvonalas, Árnyékolt, Domború vagy Vésett formázású szöveg elveszíti formázását.

- Aláhúzott stílusok: Minden aláhúzott stílus egyszeres aláhúzássá válik.

- Sorköz a bekezdések előtt és után: A vízszintes díszítővonalakhoz megadott minden pontos térköz elveszik. Az oldal e-mailben való küldésekor a vízszintes díszítővonalakhoz megadott alapértelmezett térköz optimalizálva lesz a képernyőn való megjelenítésre.

- Sorstílus a vízszintes díszítővonalakhoz: A vízszintes díszítővonal-stílusok egyszeres vonalakká válnak.

- A szöveg vagy táblázat oldalon való elhelyezésétől függően a szomszédos objektumok enyhén elcsúszhatnak.

Forrás:
Hibák az Outlook 2007-ben